# Collegio di East Ham
East Ham è un collegio elettorale situato nella Grande Londra, e rappresentato alla Camera dei comuni del Parlamento del Regno Unito. Elegge un membro del parlamento con il sistema first-past-the-post, ossia maggioritario a turno unico; l'attuale parlamentare è Stephen Timms del Partito Laburista, che rappresenta il collegio dal 1997.

## Estensione

East Ham dal 2010 al 2024

- 1997–2010: i ward del borgo londinese di Newham di Castle, Central, Greatfield, Kensington, Little Ilford, Manor Park, Monega, St Stephen's, South e Wall End.
- 2010–2024: i ward del borgo londinese di Newham di Beckton, Boleyn, East Ham Central, East Ham North, East Ham South, Green Street East, Little Ilford, Manor Park, Royal Docks e Wall End.
- dal 2024: i ward del borgo londinese di Boleyn, East Ham, East Ham South, Green Street East, Little Ilford, Manor Park, Plashet, Wall End e piccole parti di Forest Gate South and Plaistow North.[1]

Il collegio copre la parte orientale di Newham, inclusi East Ham, Beckton, Little Ilford e Manor Park.

## Membri del parlamento
| Elezione | Elezione | Deputato      | Partito   |
| -------- | -------- | ------------- | --------- |
|          | 1997     | Stephen Timms | Laburista |

## Elezioni

### Elezioni negli anni 2020
| Partito                    | Partito                                | Candidato                  | Risultati 4 luglio 2024 | Risultati 4 luglio 2024 |
| Partito                    | Partito                                | Candidato                  | Voti                    | %                       |
| -------------------------- | -------------------------------------- | -------------------------- | ----------------------- | ----------------------- |
|                            | Laburista                              | Stephen Timms              | 19 570                  | 51,65                   |
|                            | Indipendente                           | Tahir Mirza                | 6 707                   | 17,70                   |
|                            | Verdi                                  | Rosie Pearce               | 4 226                   | 11,15                   |
|                            | Conservatore                           | Maria Higson               | 3 876                   | 10,23                   |
|                            | Reform UK                              | Dan Oxley                  | 1 340                   | 3,54                    |
|                            | Lib Dem                                | Hillary Briffa             | 1 210                   | 3,19                    |
|                            | Indipendente                           | Anand Sundar               | 578                     | 1,53                    |
|                            | Indipendente                           | Sathish Ramadoss           | 385                     | 1,02                    |
|                            |                                        |                            |                         |                         |
| Iscritti                   | Iscritti                               | Iscritti                   | 79 086                  | 100,00                  |
| ↳ Votanti (% su iscritti)  | ↳ Votanti (% su iscritti)              | ↳ Votanti (% su iscritti)  | 37 892                  | 47,91                   |
| ↳ Astenuti (% su iscritti) | ↳ Astenuti (% su iscritti)             | ↳ Astenuti (% su iscritti) | 41 194                  | 52,09                   |
|                            |                                        |                            |                         |                         |
|                            | Esito: collegio confermato a Laburista |                            |                         |                         |

### Elezioni negli anni 2010
| Partito                    | Partito                                | Candidato                  | Risultati 12 dicembre 2019 | Risultati 12 dicembre 2019 |
| Partito                    | Partito                                | Candidato                  | Voti                       | %                          |
| -------------------------- | -------------------------------------- | -------------------------- | -------------------------- | -------------------------- |
|                            | Laburista                              | Stephen Timms              | 41 703                     | 76,34                      |
|                            | Conservatore                           | Scott Pattenden            | 8 527                      | 15,61                      |
|                            | Lib Dem                                | Michael Fox                | 2 158                      | 3,95                       |
|                            | Brexit                                 | Alka Sehgal-Cuthbert       | 1 107                      | 2,03                       |
|                            | Verdi                                  | Michael Spracklin          | 883                        | 1,62                       |
|                            | Communities United                     | Kamran Malik               | 250                        | 0,46                       |
|                            |                                        |                            |                            |                            |
| Iscritti                   | Iscritti                               | Iscritti                   | 88 319                     | 100,00                     |
| ↳ Votanti (% su iscritti)  | ↳ Votanti (% su iscritti)              | ↳ Votanti (% su iscritti)  | 54 628                     | 61,85                      |
| ↳ Astenuti (% su iscritti) | ↳ Astenuti (% su iscritti)             | ↳ Astenuti (% su iscritti) | 33 691                     | 38,15                      |
|                            |                                        |                            |                            |                            |
|                            | Esito: collegio confermato a Laburista |                            |                            |                            |

| Partito                    | Partito                                | Candidato                  | Risultati 8 giugno 2017 | Risultati 8 giugno 2017 |
| Partito                    | Partito                                | Candidato                  | Voti                    | %                       |
| -------------------------- | -------------------------------------- | -------------------------- | ----------------------- | ----------------------- |
|                            | Laburista                              | Stephen Timms              | 47 124                  | 83,21                   |
|                            | Conservatore                           | Kirsty Finlayson           | 7 241                   | 12,79                   |
|                            | UKIP                                   | Daniel Oxley               | 697                     | 1,23                    |
|                            | Lib Dem                                | Glanville Williams         | 656                     | 1,16                    |
|                            | Verdi                                  | Chidi Oti-Obihara          | 474                     | 0,84                    |
|                            | Friend Party                           | Choudhry Afzal             | 311                     | 0,55                    |
|                            | Indipendente                           | Mirza Rahman               | 130                     | 0,23                    |
|                            |                                        |                            |                         |                         |
| Iscritti                   | Iscritti                               | Iscritti                   | 83 900                  | 100,00                  |
| ↳ Votanti (% su iscritti)  | ↳ Votanti (% su iscritti)              | ↳ Votanti (% su iscritti)  | 56 633                  | 67,50                   |
| ↳ Astenuti (% su iscritti) | ↳ Astenuti (% su iscritti)             | ↳ Astenuti (% su iscritti) | 27 267                  | 32,50                   |
|                            |                                        |                            |                         |                         |
|                            | Esito: collegio confermato a Laburista |                            |                         |                         |

| Partito                    | Partito                                | Candidato                  | Risultati 7 maggio 2015 | Risultati 7 maggio 2015 |
| Partito                    | Partito                                | Candidato                  | Voti                    | %                       |
| -------------------------- | -------------------------------------- | -------------------------- | ----------------------- | ----------------------- |
|                            | Laburista                              | Stephen Timms              | 40 563                  | 77,57                   |
|                            | Conservatore                           | Samir Jassal               | 6 311                   | 12,07                   |
|                            | UKIP                                   | Daniel Oxley               | 2 622                   | 5,01                    |
|                            | Verdi                                  | Tamsin Omond               | 1 299                   | 2,48                    |
|                            | Lib Dem                                | David Thorpe               | 856                     | 1,64                    |
|                            | Communities United                     | Mohammed Aslam             | 409                     | 0,78                    |
|                            | TUSC                                   | Lois Austin                | 230                     | 0,44                    |
|                            |                                        |                            |                         |                         |
| Iscritti                   | Iscritti                               | Iscritti                   | 87 441                  | 100,00                  |
| ↳ Votanti (% su iscritti)  | ↳ Votanti (% su iscritti)              | ↳ Votanti (% su iscritti)  | 52 290                  | 59,80                   |
| ↳ Astenuti (% su iscritti) | ↳ Astenuti (% su iscritti)             | ↳ Astenuti (% su iscritti) | 35 151                  | 40,20                   |
|                            |                                        |                            |                         |                         |
|                            | Esito: collegio confermato a Laburista |                            |                         |                         |

| Partito                    | Partito                                | Candidato                  | Risultati 6 maggio 2010 | Risultati 6 maggio 2010 |
| Partito                    | Partito                                | Candidato                  | Voti                    | %                       |
| -------------------------- | -------------------------------------- | -------------------------- | ----------------------- | ----------------------- |
|                            | Laburista                              | Stephen Timms              | 35 471                  | 70,42                   |
|                            | Conservatore                           | Paul Shea                  | 7 645                   | 15,18                   |
|                            | Lib Dem                                | Chris Brice                | 5 849                   | 11,61                   |
|                            | Democratici                            | Barry O'Connor             | 822                     | 1,63                    |
|                            | Verdi                                  | Judy Maciejowska           | 586                     | 1,16                    |
|                            |                                        |                            |                         |                         |
| Iscritti                   | Iscritti                               | Iscritti                   | 90 598                  | 100,00                  |
| ↳ Votanti (% su iscritti)  | ↳ Votanti (% su iscritti)              | ↳ Votanti (% su iscritti)  | 50 373                  | 55,60                   |
| ↳ Astenuti (% su iscritti) | ↳ Astenuti (% su iscritti)             | ↳ Astenuti (% su iscritti) | 40 225                  | 44,40                   |
|                            |                                        |                            |                         |                         |
|                            | Esito: collegio confermato a Laburista |                            |                         |                         |

### Elezioni negli anni 2000
| Partito                    | Partito                                | Candidato                  | Risultati 5 maggio 2005 | Risultati 5 maggio 2005 |
| Partito                    | Partito                                | Candidato                  | Voti                    | %                       |
| -------------------------- | -------------------------------------- | -------------------------- | ----------------------- | ----------------------- |
|                            | Laburista                              | Stephen Timms              | 21 326                  | 53,90                   |
|                            | Respect                                | Abdul Mian                 | 8 171                   | 20,65                   |
|                            | Conservatore                           | Sarah L. Macken            | 5 196                   | 13,13                   |
|                            | Lib Dem                                | Ann M. Haigh               | 4 296                   | 10,86                   |
|                            | UKIP                                   | David J. Bamber            | 580                     | 1,47                    |
|                            |                                        |                            |                         |                         |
| Iscritti                   | Iscritti                               | Iscritti                   | 78 045                  | 100,00                  |
| ↳ Votanti (% su iscritti)  | ↳ Votanti (% su iscritti)              | ↳ Votanti (% su iscritti)  | 39 569                  | 50,70                   |
| ↳ Astenuti (% su iscritti) | ↳ Astenuti (% su iscritti)             | ↳ Astenuti (% su iscritti) | 38 476                  | 49,30                   |
|                            |                                        |                            |                         |                         |
|                            | Esito: collegio confermato a Laburista |                            |                         |                         |

| Partito                    | Partito                                | Candidato                  | Risultati 7 giugno 2001 | Risultati 7 giugno 2001 |
| Partito                    | Partito                                | Candidato                  | Voti                    | %                       |
| -------------------------- | -------------------------------------- | -------------------------- | ----------------------- | ----------------------- |
|                            | Laburista                              | Stephen Timms              | 27 241                  | 73,08                   |
|                            | Conservatore                           | Peter Campbell             | 6 209                   | 16,66                   |
|                            | Lib Dem                                | Bridget C. Fox             | 2 600                   | 6,97                    |
|                            | Laburista Socialista                   | Roderick Finlayson         | 783                     | 2,10                    |
|                            | UKIP                                   | Johinda Pandhal            | 444                     | 1,19                    |
|                            |                                        |                            |                         |                         |
| Iscritti                   | Iscritti                               | Iscritti                   | 71 275                  | 100,00                  |
| ↳ Votanti (% su iscritti)  | ↳ Votanti (% su iscritti)              | ↳ Votanti (% su iscritti)  | 37 277                  | 52,30                   |
| ↳ Astenuti (% su iscritti) | ↳ Astenuti (% su iscritti)             | ↳ Astenuti (% su iscritti) | 33 998                  | 47,70                   |
|                            |                                        |                            |                         |                         |
|                            | Esito: collegio confermato a Laburista |                            |                         |                         |

## Risultati dei referendum

### Referendum sulla permanenza del Regno Unito nell'Unione europea del 2016
|             | Collegio    | Lasciare UE % | Rimanere in UE % |
| ----------- | ----------- | ------------- | ---------------- |
|             | East Ham    | 46,9%         | 53,1%            |
|             | Inghilterra | 53,3%         | 46,7%            |
| Regno Unito | 51,9%       | 48,1%         |                  |